# Pattison (Misisipi)
Pattison es un lugar designado por el censo ubicado en el condado de Claiborne en el estado estadounidense de Misisipi. En el Censo de 2020 tenía una población de 176 habitantes y una densidad poblacional de 61,11 habitantes por km². Fue incluido como CDP en el censo de 2020. 

## Geografía
Pattison se encuentra ubicado en las coordenadas 31°53′19″N 90°53′14″O / 31.88861, -90.88722. Según la Oficina del Censo de los Estados Unidos,  tiene una superficie total de 2,88 km², todos correspondientes a tierra firme.